# Autyzm schizofreniczny
Autyzm schizofreniczny (gr. αυτος autos, sam) – jeden z objawów osiowych schizofrenii według Bleulera. Występuje u 50–60% chorych. 
Polega na  wycofaniu się z kontaktów z innymi ludźmi, zamknięciu w sobie i rosnącym (aż do wyłączności) pochłonięciu na przeżywaniu świata wewnętrznego. Kontakt z otoczeniem jest zwykle niedostosowany i znacznie ograniczony. Nasilenie tego autyzmu zwykle ma związek z nasileniem innych objawów choroby i jest największe w ostrej fazie. Może się utrwalić w zaburzeniach przewlekłych.
Objawy autyzmu schizofrenicznego, w tym urojenia, medycznie nie mają nic wspólnego ze spektrum zaburzeń autystycznych.